# Time Warp Trio
Time Warp Trio är en amerikansk–kanadensisk animerad TV-serie, producerad av Studio 306, WGBH, Soup2Nuts, och TVOntario. Serien sändes på NBC "Discovery Kids" och TVOntario "TVOKids". Serien bestod av 1 säsong, med 26 avsnitt vardera, och sändes under perioden 9 juli 2005 – 15 juli 2006.

## Huvudkaraktärer
- Mark Rendall - Joseph Arthur
- Darren Frost - Sam Kikin
- Scott McCord - Fredrick
- Sarah Gadon - Jodie Arthur (avsnitt 1–14)
- Tajja Isen - Jodie Arthur (avsnitt 20-26)
- Laurie Elliott - Samantha Kikin
- Sunday Muse - Frederica

### Återkommande karaktärer
- Annick Obonsawin - Anna Arthur
- Tony Daniels - Joe the Magnificent, Mad Jack
- Susan Roman - Lila Arthur
- Tom Arnold - Ronald Arthur
- Dan Petronijevic - Mike McGrew

### Historia karaktärer
- Svartskägg
- Israel Hands
- Djingis khan
- Thutmosis III
- Tokugawa Ieyasu
- Hadrianus
- Meriwether Lewis
- William Clark
- Sacajawea
- Erik Röde
- Leif Eriksson
- Thomas Edison
- Emily Warren Roebling
- Black Kettle
- Napoleon I
- Sophie Blanchard
- Nebukadnessar II
- Queen Amyitis
- Nzinga av Ndongo och Matamba
- Platon
- Tang Taizong
- Peter den store
- Alexander Kikin
- Mary Shelley
- Lord Byron
- Leonardo da Vinci
- Robert Falcon Scott
- Amelia Earhart
- Selim II
- William Montagu
- Agnes Randolph